# Independent School League
Die 1948 gegründete Independent School League (ISL) wird von sechzehn in New England befindlichen Privatschulen bestellt, die sportlich und als Schule im Wettbewerb stehen. Die ISL ist die älteste Sportvereinigung von Privatschulen in den USA.

## Geschichte
Gründungsmitglieder der ursprünglich Private School League genannten Liga waren die Belmont Hill, die Brooks School, Buckingham Browne & Nichols (BB&N), The Governor’s Academy, die Milton Academy, die Noble and Greenough School, St. Mark’s School und die Thayer Academy. Ähnlich wie die Ivy League wurde informell mit der Austragung von American Football begonnen. Bereits 1948 wurde die formale Gründung nachgezogen.
1968 kam die Middlesex School hinzu. 1972 ersetzte die Groton School die Tabor Academy. 1972 kamen die Rivers School und die Saint Sebastian's School als weitere Privatschulen aus der Umgebung Bostons hinzu. 1974 kam die Roxbury Latin School hinzu. Die Liga benannte sich im selben Jahr 'Independent School League' um.
Mitte der 1970er Jahre schlossen sich die St. Paul’s School in Concord, New Hampshire und die Lawrence Academy in Groton samt der St. George’s School in Newport an.
Diese Schulen in New England werden manchmal unter dem Begriff Saint Grottlesex zusammengefasst. Sie zählen zu den traditionsreichsten wie teuersten Eliteinternaten und Privatschulen der USA.